# Márokföld, Zala
Márokföld  este un sat în districtul Lent, județul Zala, Ungaria, având o populație de 45 de locuitori (2011). 

## Demografie
Componența etnică a satului Márokföld
     Maghiari (85,42%)
     Germani (8,33%)
     Necunoscut (6,25%)
     Alții (6,25%)
Componența confesională a satului Márokföld
     Reformați (48,89%)
     Romano-catolici (20%)
     Necunoscută (31,11%)
Conform recensământului din 2011, satul Márokföld avea 45 de locuitori. Din punct de vedere etnic, majoritatea locuitorilor (85,42%) erau maghiari, cu o minoritate de germani (8,33%). Apartenența etnică nu este cunoscută în cazul a 6,25% din locuitori. Nu există o religie majoritară, locuitorii fiind reformați (48,89%) și romano-catolici (20,0%). Pentru 31,11% din locuitori nu este cunoscută apartenența confesională.